# Cronistoria del Club Atlético de Madrid
Di seguito si riportano i risultati delle stagioni sportive del Club Atlético de Madrid.
Legenda: n/a - competizione all'epoca inesistente; n.p. - non partecipante; rit. - ritirata; n.q. - non qualificatasi; R1 - 1º turno; R2 - 2º turno; 1/8 - ottavi di finale; 1/4 - quarti di finale; 1/2 - semifinale; finale - finale (persa); GQ - gruppo di qualificazione.
| Stagione                | Campionato spagnolo            | Coppa di Spagna                                              | Campionato centro | Coppe europee                                       | Allenatore                                                                                |
| ----------------------- | ------------------------------ | ------------------------------------------------------------ | ----------------- | --------------------------------------------------- | ----------------------------------------------------------------------------------------- |
| Club Atlético de Madrid |                                |                                                              |                   |                                                     |                                                                                           |
| 1903-04                 | n/a                            | n.p.                                                         | n.p.              | n/a                                                 | nessuno                                                                                   |
| 1904-05                 | n/a                            | n.p.                                                         | n.p.              | n/a                                                 | nessuno                                                                                   |
| 1905-06                 | n/a                            | n.p.                                                         | n.p.              | n/a                                                 | nessuno                                                                                   |
| 1906-07                 | n/a                            | n.p.                                                         | n/a               | n/a                                                 | nessuno                                                                                   |
| 1907-08                 | n/a                            | n.p.                                                         | 3º con 7pt        | n/a                                                 | nessuno                                                                                   |
| 1908-09                 | n/a                            | n.p.                                                         | 2º con 2pt        | n/a                                                 | nessuno                                                                                   |
| 1909-10                 | n/a                            | n.p.                                                         | n.p.              | n/a                                                 | nessuno                                                                                   |
| 1910-11                 | n/a                            | n.p.                                                         | n.p.              | n/a                                                 | nessuno                                                                                   |
| 1911-12                 | n/a                            | n.p.                                                         | n.p.              | n/a                                                 | nessuno                                                                                   |
| 1912-13                 | n/a                            | n.p.                                                         | 2º con 5pt        | n/a                                                 | nessuno                                                                                   |
| 1913-14                 | n/a                            | n.p.                                                         | 2º con 3pt        | n/a                                                 | nessuno                                                                                   |
| 1914-15                 | n/a                            | n.p.                                                         | 4º con 3pt        | n/a                                                 | nessuno                                                                                   |
| 1915-16                 | n/a                            | n.p.                                                         | 3º con 6pt        | n/a                                                 | nessuno                                                                                   |
| 1916-17                 | n/a                            | n.p.                                                         | 2º con 6pt        | n/a                                                 | nessuno                                                                                   |
| 1917-18                 | n/a                            | n.p.                                                         | 2º con 8pt        | n/a                                                 | nessuno                                                                                   |
| 1918-19                 | n/a                            | n.p.                                                         | 4º con 5pt        | n/a                                                 | nessuno                                                                                   |
| 1919-20                 | n/a                            | n.p.                                                         | 2º con 8pt        | n/a                                                 | nessuno                                                                                   |
| 1919-21                 | n/a                            | finale                                                       | 1º con 11pt       | n/a                                                 | nessuno                                                                                   |
| 1921-22                 | n/a                            | n.p.                                                         | 2º con 9pt        | n/a                                                 | nessuno                                                                                   |
| 1922-23                 | n/a                            | n.p.                                                         | 2º con 7pt        | n/a                                                 | nessuno                                                                                   |
| 1923-24                 | n/a                            | n.p.                                                         | 3º con 8pt        | n/a                                                 | Vincent Hayes                                                                             |
| 1924-25                 | n/a                            | 1/2                                                          | 1º con 13pt       | n/a                                                 | Ramón Olalquiaga                                                                          |
| 1925-26                 | n/a                            | finale                                                       | 2º con 10pt       | n/a                                                 | Frederick Pentland                                                                        |
| 1926-27                 | n/a                            | Fase a gruppi                                                | 2º con 18pt       | n/a                                                 | nessuno                                                                                   |
| 1927-28                 | n/a                            | Fase a gruppi                                                | 1º con 16pt       | n/a                                                 | Frederick Pentland                                                                        |
| 1928-29                 | 6º con 18pt                    | 1/4                                                          | 2º con 12pt       | n/a                                                 | Frederick Pentland                                                                        |
| 1929-30                 | 10º con 12pt                   | 1/16                                                         | 3º con 10pt       | n/a                                                 | Ángel Romo                                                                                |
| 1930-31                 | 3º con 23pt (Segunda División) | 1/16                                                         | 2º con 17pt       | n/a                                                 | Rudolf Jeny                                                                               |
| 1931-32                 | 4º con 18pt (Segunda División) | 1/8                                                          | 3º con 10pt       | n/a                                                 | Rudolf Jeny                                                                               |
| 1932-33                 | 2º con 24pt (Segunda División) | 1/8                                                          | 3º con 11pt       | n/a                                                 | Walter Harris                                                                             |
| 1933-34                 | 2º con 24pt (Segunda División) | R1                                                           | 2º con 14pt       | n/a                                                 | Frederick Pentland                                                                        |
| 1934-35                 | 7º con 21pt                    | 1/4                                                          | 3º con 14pt       | n/a                                                 | Frederick Pentland                                                                        |
| 1935-36                 | 11º con 15pt                   | 3º turno                                                     | 3º con 10pt       | n/a                                                 | José Samitier                                                                             |
| 1936-37                 | n/a                            | n.p.                                                         | n/a               | n/a                                                 | nessuno                                                                                   |
| 1937-38                 | n/a                            | n.p.                                                         | n/a               | n/a                                                 | nessuno                                                                                   |
| 1938-39                 | n/a                            | n.p.                                                         | n/a               | n/a                                                 | nessuno                                                                                   |
| 1939-40                 | 1º con 29pt                    | 2º turno                                                     | 1º con 15pt       | n/a                                                 | Ricardo Zamora                                                                            |
| 1940-41                 | 1º con 33pt                    | 1/4 (Coppa dei Campioni di Spagna: Vincitore)                | n/a               | n/a                                                 | Lafuente Ricardo Zamora                                                                   |
| 1941-42                 | 3º con 33pt                    | 1/4 (Copa Presidente FEF: Vincitore)                         | n/a               | n/a                                                 | Ricardo Zamora                                                                            |
| 1942-43                 | 8º con 27pt                    | 1/4                                                          | n/a               | n/a                                                 | Ricardo Zamora                                                                            |
| 1943-44                 | 2º con 34pt                    | 1/2                                                          | n/a               | n/a                                                 | Ricardo Zamora                                                                            |
| 1944-45                 | 3º con 31pt                    | 1/4                                                          | n/a               | n/a                                                 | Ricardo Zamora                                                                            |
| 1945-46                 | 7º con 26pt                    | 1/4                                                          | n/a               | n/a                                                 | Ricardo Zamora                                                                            |
| 1946-47                 | 3º con 32pt                    | 1/8                                                          | n/a               | n/a                                                 | Emilio Vidal Llanes                                                                       |
| 1947-48                 | 3º con 32pt                    | 1/4                                                          | n/a               | n/a                                                 | Emilio Vidal Llanes                                                                       |
| 1948-49                 | 4º con 34pt                    | 1/4                                                          | n/a               | n.p.                                                | Lino Taioli                                                                               |
| 1949-50                 | 1º con 33pt                    | 1/4                                                          | n/a               | Coppa Latina: 3º posto                              | Helenio Herrera                                                                           |
| 1950-51                 | 1º con 40pt                    | 1/4 (Coppa Eva Duarte: finale)                               | n/a               | Coppa Latina: 3º posto                              | Helenio Herrera                                                                           |
| 1951-52                 | 4º con 37pt                    | R1 (Coppa Eva Duarte: Vincitore)                             | n/a               | n.p.                                                | Helenio Herrera                                                                           |
| 1952-53                 | 8º con 30pt                    | 1/2                                                          | n/a               | n.p.                                                | Helenio Herrera Ramón Colón                                                               |
| 1953-54                 | 11º con 29pt                   | R1                                                           | n/a               | n.p.                                                | Ramón Colón Benito Díaz Iraola                                                            |
| 1954-55                 | 8º con 29pt                    | 1/8                                                          | n/a               | n.p.                                                | Jacinto Quincoces                                                                         |
| 1955-56                 | 5º con 33pt                    | finale                                                       | n/a               | n.p.                                                | Antonio Barrios                                                                           |
| 1956-57                 | 5º con 34pt                    | 1/8                                                          | n/a               | n.p.                                                | Antonio Barrios                                                                           |
| 1957-58                 | 2º con 42pt                    | 1/8                                                          | n/a               | n.p.                                                | Ferdinand Daučík                                                                          |
| 1958-59                 | 5º con 32pt                    | 1/4                                                          | n/a               | Coppa dei Campioni: 1/2                             | Ferdinand Daučík                                                                          |
| 1959-60                 | 5º con 33pt                    | Vincitore                                                    | n/a               | n.p.                                                | Ferdinand Daučík José Villalonga                                                          |
| 1960-61                 | 2º con 40pt                    | Vincitore                                                    | n/a               | n.p.                                                | José Villalonga                                                                           |
| 1961-62                 | 3º con 36pt                    | 1/16                                                         | n/a               | Coppa delle Coppe: Vincitore                        | José Villalonga                                                                           |
| 1962-63                 | 2º con 37pt                    | 1/4                                                          | n/a               | Coppa delle Coppe: finale                           | Rafael García Repullo                                                                     |
| 1963-64                 | 7º con 29pt                    | finale                                                       | n/a               | Coppa delle Fiere: 1/8                              | Rafael García Repullo Adrián Escudero Sabino Barinaga                                     |
| 1964-65                 | 2º con 43pt                    | Vincitore                                                    | n/a               | Coppa delle Fiere: 1/2                              | Otto Bumbel                                                                               |
| 1965-66                 | 1º con 44pt                    | 1/4                                                          | n/a               | Coppa delle Coppe: 1/4                              | Domènec Balmanya                                                                          |
| 1966-67                 | 4º con 35pt                    | 1/4                                                          | n/a               | Coppa dei Campioni: 1/8                             | Otto Glória                                                                               |
| 1967-68                 | 6º con 33pt                    | 1/2                                                          | n/a               | Coppa delle Fiere: R2                               | Otto Glória Miguel González Pérez                                                         |
| 1968-69                 | 6º con 30pt                    | 1/4                                                          | n/a               | Coppa delle Fiere: R1                               | Miguel González Pérez                                                                     |
| 1969-70                 | 1º con 42pt                    | 1/8                                                          | n/a               | n.p.                                                | Marcel Domingo                                                                            |
| 1970-71                 | 3º con 42pt                    | 1/2                                                          | n/a               | Coppa dei Campioni: 1/2                             | Marcel Domingo                                                                            |
| 1971-72                 | 4º con 39pt                    | Vincitore                                                    | n/a               | Coppa UEFA: R1                                      | Marcel Domingo Max Merkel                                                                 |
| 1972-73                 | 1º con 48pt                    | 1/16                                                         | n/a               | Coppa delle Coppe: 1/8                              | Max Merkel                                                                                |
| 1973-74                 | 2º con 42pt                    | 1/2                                                          | n/a               | Coppa dei Campioni: finale                          | Juan Carlos Lorenzo                                                                       |
| 1974-75                 | 6º con 35pt                    | finale                                                       | n/a               | Coppa Intercontinentale: Vincitore Coppa UEFA: 1/16 | Juan Carlos Lorenzo Luis Aragonés                                                         |
| 1975-76                 | 3º con 42pt                    | Vincitore                                                    | n/a               | Coppa delle Coppe: 1/8                              | Luis Aragonés                                                                             |
| 1976-77                 | 1º con 46pt                    | 1/8                                                          | n/a               | Coppa delle Coppe: 1/2                              | Luis Aragonés                                                                             |
| 1977-78                 | 6º con 36pt                    | 1/4                                                          | n/a               | Coppa dei Campioni: 1/4                             | Luis Aragonés                                                                             |
| 1978-79                 | 3º con 41pt                    | R3                                                           | n/a               | n.p.                                                | Héctor Núñez Luis Aragonés Ferenc Szusza                                                  |
| 1979-80                 | 12º con 31pt                   | 1/2                                                          | n/a               | Coppa UEFA: R1                                      | Joaquim Rifé Jesús Martínez Jayo Marcel Domingo                                           |
| 1980-81                 | 3º con 42pt                    | 1/8                                                          | n/a               | n.p.                                                | José Luis García Traid                                                                    |
| 1981-82                 | 8º con 34pt                    | 1/4                                                          | n/a               | Coppa UEFA: R1                                      | Carriega José Luis García Traid                                                           |
| 1982-83                 | 3º con 46pt                    | terzo turno (Copa de la Liga: 1/2)                           | n/a               | n.p.                                                | Luis Aragonés                                                                             |
| 1983-84                 | 4º con 38pt                    | 1/8 (Copa de la Liga: finale)                                | n/a               | Coppa UEFA: R1                                      | Luis Aragonés                                                                             |
| 1984-85                 | 2º con 43pt                    | Vincitore (Copa de la Liga: finale)                          | n/a               | Coppa UEFA: R1                                      | Luis Aragonés                                                                             |
| 1985-86                 | 5º con 42pt                    | 1/4 (Copa de la Liga: 1/2) (Supercoppa di Spagna: Vincitore) | n/a               | Coppa delle Coppe: finale                           | Luis Aragonés                                                                             |
| 1986-87                 | 7º con 47pt                    | finale                                                       | n/a               | Coppa UEFA: 1/16                                    | Vicente Miera Jesús Martínez Jayo Luis Aragonés                                           |
| 1987-88                 | 3º con 48pt                    | 1/4                                                          | n/a               | n.p.                                                | César Luis Menotti (1-29) José Ufarte (30-32) Antonio Briones                             |
| 1988-89                 | 4º con 46pt                    | 1/2                                                          | n/a               | Coppa UEFA: R1                                      | José María Maguregi Antonio Briones Ron Atkinson Colin Addison Antonio Briones            |
| 1989-90                 | 4º con 50pt                    | 1/8                                                          | n/a               | Coppa UEFA: R1                                      | Javier Clemente Antonio Briones Joaquín Peiró                                             |
| 1990-91                 | 2º con 47pt                    | Vincitore                                                    | n/a               | Coppa UEFA: R1                                      | Iselín Ovejero Tomislav Ivić                                                              |
| 1991-92                 | 3º con 53pt                    | Vincitore (Supercoppa di Spagna: finale)                     | n/a               | Coppa delle Coppe: 1/4                              | Luis Aragonés                                                                             |
| 1992-93                 | 6º con 43pt                    | 1/8 (Supercoppa di Spagna: finale)                           | n/a               | Coppa delle Coppe: 1/2                              | Luis Aragonés Iselín Ovejero José Pastoriza Iselín Ovejero José Pastoriza Ramón Heredia   |
| 1993-94                 | 12º con 35pt                   | 1/8                                                          | n/a               | Coppa UEFA: 1/16                                    | Jair Pereira Ramón Heredia Emilio Cruz José Luis Romero Iselín Ovejero Jorge D'Alessandro |
| 1994-95                 | 14º con 35pt                   | 1/4                                                          | n/a               | n.p.                                                | Francisco Maturana Jorge D'Alessandro Alfio Basile Carlos Sánchez Aguiar                  |
| 1995-96                 | 1º con 87pt                    | Vincitore                                                    | n/a               | n.p.                                                | Radomir Antić                                                                             |
| 1996-97                 | 5º con 71pt                    | 1/4 (Supercoppa di Spagna: finale)                           | n/a               | UEFA Champions League: 1/4                          | Radomir Antić                                                                             |
| 1997-98                 | 7º con 60pt                    | 1/8                                                          | n/a               | Coppa UEFA: 1/2                                     | Radomir Antić                                                                             |
| 1998-99                 | 13º con 46pt                   | finale                                                       | n/a               | Coppa UEFA: 1/2                                     | Arrigo Sacchi Carlos Sánchez Aguiar Radomir Antić                                         |
| 1999-00                 | 19º con 38pt                   | finale                                                       | n/a               | Coppa UEFA: 1/8                                     | Claudio Ranieri                                                                           |
| 2000-01                 | 4º con 74pt (Segunda División) | 1/2                                                          | n/a               | n.p.                                                | Fernando Zambrano Marcos Alonso Peña Carlos García Cantarero                              |
| 2001-02                 | 1º con 79pt (Segunda División) | R1                                                           | n/a               | n.p.                                                | Luis Aragonés                                                                             |
| 2002-03                 | 12º con 47pt                   | 1/4                                                          | n/a               | n.p.                                                | Luis Aragonés                                                                             |
| 2003-04                 | 7º con 55pt                    | 1/4                                                          | n/a               | n.p.                                                | Gregorio Manzano                                                                          |
| 2004-05                 | 11º con 50pt                   | 1/2                                                          | n/a               | Coppa Intertoto: finale                             | César Ferrando                                                                            |
| 2005-06                 | 10º con 52pt                   | 1/8                                                          | n/a               | n.p.                                                | Carlos Bianchi José Murcia                                                                |
| 2006-07                 | 7º con 60pt                    | 1/8                                                          | n/a               | Coppa Intertoto: finale                             | Javier Aguirre                                                                            |
| 2007-08                 | 4º con 64pt                    | 1/4                                                          | n/a               | Coppa UEFA: 1/16                                    | Javier Aguirre                                                                            |
| 2008-09                 | 4º con 67pt                    | 1/4                                                          | n/a               | Champions League: 1/8                               | Javier Aguirre                                                                            |
| 2009-10                 | 9º con 47pt                    | finale                                                       | n/a               | Champions League: GQ Europa League: Vincitore       | Abel Resino Quique Sánchez Flores                                                         |
| 2010-11                 | 7º con 58pt                    | 1/4                                                          | n/a               | Supercoppa Europea: Vincitore Europa League: GQ     | Quique Sánchez Flores                                                                     |
| 2011-12                 | 5º con 56pt                    | 1/16                                                         | n/a               | Europa League: Vincitore                            | Gregorio Manzano Diego Simeone                                                            |
| 2012-13                 | 3º con 76pt                    | Vincitore                                                    | n/a               | Supercoppa Europea: Vincitore Europa League: 1/16   | Diego Simeone                                                                             |
| 2013-14                 | 1º con 90pt                    | 1/2 (Supercoppa di Spagna: finale)                           | n/a               | Champions League: finale                            | Diego Simeone                                                                             |
| 2014-15                 | 3º con 78pt                    | 1/4 (Supercoppa di Spagna: Vincitore)                        | n/a               | Champions League: 1/4                               | Diego Simeone                                                                             |
| 2015-16                 | 3º con 88pt                    | 1/4                                                          | n/a               | Champions League: finale                            | Diego Simeone                                                                             |
| 2016-17                 | 3º con 78pt                    | 1/2                                                          | n/a               | Champions League: 1/2                               | Diego Simeone                                                                             |
| 2017-18                 | 2º con 79pt                    | 1/4                                                          | n/a               | Champions League: GQ Europa League: Vincitore       | Diego Simeone                                                                             |
| 2018-19                 | 2º con 76pt                    | 1/8                                                          | n/a               | Supercoppa Europea: Vincitore Champions League: 1/8 | Diego Simeone                                                                             |
| 2019-20                 | 3º con 70pt                    | 1/16 (Supercoppa di Spagna: finale)                          | n/a               | Champions League: 1/4                               | Diego Simeone                                                                             |
| 2020-21                 | 1º con 86pt                    | R2                                                           | n/a               | Champions League: 1/8                               | Diego Simeone                                                                             |
| 2021-22                 | 3º con 71pt                    | 1/8 (Supercoppa di Spagna: semifinale)                       | n/a               | Champions League: 1/4                               | Diego Simeone                                                                             |
| 2022-23                 | 3º                             | 1/4                                                          | n/a               | Champions League: GQ                                | Diego Simeone                                                                             |
| 2023-24                 | 4º                             | 1/2 (Supercoppa di Spagna: semifinale)                       | n/a               | Champions League: 1/4                               | Diego Simeone                                                                             |